# إدموند وينر
إدموند وينر (بالإنجليزية: Edmund Weiner)‏ هو معجمي بريطاني، ولد في 27 أغسطس 1950 في أكسفورد في المملكة المتحدة.